# Blaesodiplosis
Blaesodiplosis is een muggengeslacht uit de familie van de galmuggen (Cecidomyiidae).

## Soorten
- B. canadensis (Felt, 1908)
- B. crataegifolia (Felt, 1907)
- B. venae (Stebbins, 1910)